# バスカード (仙台市営バス)
バスカードは、かつて仙台市交通局が発行していた路線バス専用の磁気式乗車カード（バスカード）である。制度上は回数乗車券の位置づけである。バス専用乗車カードのため、仙台市交通局と宮城交通が発行していた磁気式乗車カードのスキップカード・ジョイカードとは異なり、仙台市地下鉄での利用はできない。また宮城交通が発行していた磁気式バス乗車カードのメルシーカードと共通利用が可能であった。

## 概要
スキップカードとは違い、仙台市地下鉄で使用することや乗継割引を適用することは出来ないが、その分プレミア率が高いので、利用者は多い（5000円→5850円）。
このため、バスと地下鉄を乗り継ぐ場合は、5850円利用可能なバスカードと、5500円利用可能で地下鉄も利用できるが乗継割引のないジョイカードを組み合わせて使用するほうが、スキップカードのみで利用するよりもメリットが大きい。
バスカード導入により、それまでの紙製の回数券は発売中止された。しかし、区間指定回数券は有効年月日が限定されているため、現在は使用出来ないが、それ以外の回数券（A券、B券、共通回数券など）は現在でも使用できる（ただし紙製回数券の利用については磁気カードとともに2016年10月31日をもって利用を終了し、同年10月1日から5年間（紙の回数券は1年間）は手数料無料で払戻を受け付ける）。紙券の頃より割引率が引き上げられているため、昼間専用や学生専用、敬老カードなどはない。なお、バスカードの履歴欄が46までとなっており、使い切るまでにそれを超える場合は、指定の案内所等で再発行が必要となる（これは、ジョイカードやスキップカード、敬老乗車証などでも同様）。
なお、仙台市地下鉄・市営バス全線・宮城交通の仙台市区間に有効となる敬老乗車証・ふれあい乗車証はバスカードとは別に存在するが、発行場所は各区役所でのみである。
2016年10月1日に払戻が開始されるまで、未使用分ないしは中途使用分の払戻は、手数料216円で実施していた。払戻開始後は、無手数料で、すでに使用しているものは残額から販売額面に応じたプレミア分を除した額が払い戻され、未使用分は販売額面額がそのまま払い戻される。

## 適用路線
- 仙台市営バス
  - 全線（るーぷる仙台除く）
- 宮城交通
  - 全線（高速バス除く）
- ミヤコーバス
  - 名取営業所管内
  - 塩釜営業所管内
  - 吉岡営業所管内
  - 村田駐在所管内（永野線を除く）

## 種類
| 種別       | 発売額 | 利用額 | 現行のデザイン       |
| ---------- | ------ | ------ | -------------------- |
| バスカード | 1000円 | 1100円 | 青葉城               |
| バスカード | 3000円 | 3360円 | 定禅寺通の並木       |
| バスカード | 5000円 | 5850円 | 青葉山から見た仙台市 |

## 販売箇所
- 泉中央駅・勾当台公園駅・仙台駅・長町南駅の乗車券発売所
- 交通局乗車券発売所
- 旭ヶ丘バスターミナル
- 市バス各営業所・出張所
- 仙台駅西口バスプール案内所
- バス車内（1,000円、3,000円のバスカードは運賃箱[注釈 1]、5,000円のバスカードは運転士が発売）
- 地下鉄駅務室窓口
- 地下鉄駅売店
- 委託発売所

## IC乗車カード導入への動き
2014年（平成26年）12月に仙台市地下鉄南北線、2015年に仙台市地下鉄東西線と市営バス、および宮城交通の路線バスに、IC乗車カードicscaを導入。これに伴い、2015年12月6日の東西線・仙台市営バスへのicsca導入開始とともに販売停止となった。2016年10月31日には磁気カード乗車券の利用が停止され、払い戻しによる対応に切り替えられる。
仙台市営バスと宮城交通では、各車両に順次icsca対応運賃箱を順次設置。置き換えが完了した車両では、1000円と3000円のバスカードの購入が運賃箱からはできなくなっていた。